# Lišany (Boêmia Central)
Lišany é uma comuna checa localizada na região da Boêmia Central, distrito de Rakovník.